# Blutonium Boy
Blutonium Boy (alias DJ Session One, eigentlich Dirk Adamiak; * 26. April 1970 in Baden-Baden) ist ein Hardstyle DJ und -Produzent aus Deutschland.

## Geschichte
1986 begann Blutonium Boys  DJ-Karriere in einem kleinen Club im Süden Deutschlands, den er 1988 verließ. Im selben Jahr spielte er bereits vor 2500 Besuchern und erhielt in der Folge erste Buchungsanfragen aus dem Ausland. 1997 gründete er das Plattenlabel Blutonium Records, unter dem er im selben Jahr sein erstes Werk Dreams in my Fantasy unter dem Namen DJ Session One veröffentlichte. Die weltweite Vermarktung über EastWest (Warner) mit Einspielungen auf Viva verhalf ihm zum Durchbruch.
In den Folgejahren entwickelte sich Blutonium Records zur Blutonium Media Germany-Gruppe weiter, die mittlerweile mit mehreren Sublabeln über 170 Werke veröffentlicht hat und unter dem Namen Blupile ein Soziales Netzwerk für Musiker betreibt.
2003 folgte eine eigene Radiosendung auf Welle 1 music radio.
Im November 2008 wurde von EMI Deutschland eine Best-Of-Hardstyle veröffentlicht, die vier gemixte CDs aus dem Repertoire von Blutonium Records beinhaltet. In Zusammenarbeit mit EMI erschien in der Folgezeit in Deutschland und Australien eine Serie von Hardstyle-Compilations unter dem Namen Blutonium Presents Hardstyle.
Im Sommer 2009 gab Blutonium Boy bekannt, dass seine Karriere als Hardstyle-DJ vorläufig pausiert. Seine Kompilationsreihe Hardstyle wird von dem niederländischen Hardstyleduo Showtek weitergeführt. Hardstyle Vol. 18 war die letzte von ihm erstellte Compilation.
Seit dem 17. August 2012 ist Blutonium Boy offiziell wieder zurück und veröffentlichte mit diesem Datum die Single Hardstyle Instructor is back und war zugleich für die am 23. November 2012 veröffentlichte Kompilation Hardstyle 10 Years verantwortlich. Im Jahr 2013 soll die vormals von Showtek weitergeführte Kompilationsreihe Hardstyle mit Hardstyle Vol. 26 fortgesetzt werden.
In einer Folge der RTL2-Serie Frauentausch, welche im Sommer 2017 ausgestrahlt wurde, waren er und seine Frau als Teilnehmer der Sendung präsent.

## Diskografie

### Alben
| Jahr | Titel                                  | Blutonium Records |
| ---- | -------------------------------------- | ----------------- |
| 2008 | Hardstyle Dimension (ZYX)              |                   |
| 2012 | Essential Of Hardstyle Vol. 1 bis 5    |                   |
| 2013 | Essential Of Hardstyle Vol. 6          |                   |
| 2013 | Early Hardstyle 100 Vol. 1             |                   |
| 2015 | Hardstyle Is My Life (ZYX)             |                   |
| 2016 | My Music (ZYX)                         |                   |
| 2018 | Essential Of Hardstyle Vol. 8          |                   |
| 2016 | Universe Of Trance (DJ Session One)    |                   |
| 2018 | The Anniversary 25 Years Blutonium Boy |                   |
| 2020 | Tech House Vol. 1                      |                   |
| 2021 | Hardstyle Majestro, The Album          |                   |
| 2022 | The Best Of Vol. 2                     |                   |

### Singles und EPs
| Jahr | Titel                                            | Blutonium Records |
| ---- | ------------------------------------------------ | ----------------- |
| 2002 | Brainshooter                                     |                   |
| 2002 | Trancin Your Mind                                |                   |
| 2002 | Higher Level (feat. DJ Neo)                      |                   |
| 2002 | Go Burn A Fatty Ass (feat. Thomas Trouble)       |                   |
| 2003 | Make It Loud                                     |                   |
| 2003 | Hardstyle Nation (feat. DJ Neo)                  |                   |
| 2003 | Hardstyle Instructor                             |                   |
| 2003 | Paranoid (feat. DJ Virus)                        |                   |
| 2003 | Follow Me                                        |                   |
| 2004 | Hardstyle Instructor Part 2                      |                   |
| 2004 | Hard Creation (feat. DJ Virus)                   |                   |
| 2004 | Floorkilla (feat. DJ Pavo)                       |                   |
| 2004 | Bullshit (feat. Max B. Grant)                    |                   |
| 2004 | Legalize (feat. John Ferris)                     |                   |
| 2005 | Make It Louder                                   |                   |
| 2005 | Alarma (feat. Thomas Trouble)                    |                   |
| 2005 | Acid & Bass                                      |                   |
| 2005 | Hardstyle And Acid (feat. John Ferris)           |                   |
| 2006 | Hardstyle Rockers / Supreme (feat. DJ Pila)      |                   |
| 2006 | Inferno / To The Bassline (feat. Romeo Must Die) |                   |
| 2006 | This Is My Floor (feat. DJ Pavo)                 |                   |
| 2006 | Acid Over Sydney / Back                          |                   |
| 2006 | In Touch With Tomorrow / Kick This M.F.          |                   |
| 2007 | Dark Angel (Remix EP)                            |                   |
| 2007 | Dark Angel / Hardstyle Instructor Returns        |                   |
| 2007 | Blackout / Fear (feat. Luna)                     |                   |
| 2007 | Use Me / XTC                                     |                   |
| 2008 | Hardstyle Superstar / eBeat                      |                   |
| 2008 | Sound Like This / Euphobia                       |                   |
| 2009 | Play This Song PTS                               |                   |
| 2009 | Echoes 2009 (feat. Pavo)                         |                   |
| 2010 | All Your Bass 2010 (feat. Flarup)                |                   |
| 2010 | USMHF                                            |                   |
| 2011 | Make It Loud 2012 (incl. Headhunterz Remix)      |                   |
| 2011 | New York New York / Survivor                     |                   |
| 2012 | US Hardstyle MF**                                |                   |
| 2012 | Hardstyle Instructur Is Back                     |                   |
| 2012 | Holding Out For A Hero (feat. Bonnie Tyler)      |                   |
| 2013 | Dancing For Love                                 |                   |
| 2013 | I AM (feat. Raw Editors & Audionator)            |                   |
| 2013 | Reverze Bass                                     |                   |
| 2013 | Spooky Melo                                      |                   |
| 2013 | Where Did I Go (feat. Eric Bazilian)             |                   |
| 2013 | Dancing For The Love (feat. Eric Bazilian)       |                   |
| 2013 | Hard Sound (feat. Daniele Mondello)              |                   |
| 2013 | Hard As Hell (feat. Daniele Mondello)            |                   |
| 2013 | Believe In Me (feat. Bonnie Tyler)               |                   |
| 2013 | Everything (feat. Haddaway)                      |                   |
| 2013 | Wild Wild Baby (feat. Haddaway)                  |                   |
| 2013 | Sentenced                                        |                   |
| 2013 | Rock The Dolls                                   |                   |
| 2013 | Echoes 2K14 (feat. Eric Bazilian)                |                   |
| 2015 | Drop That Shit                                   |                   |
| 2015 | Fantasize                                        |                   |
| 2015 | Turn On The Radio (feat. Express Viviana)        |                   |
| 2015 | Who Is It (feat. Psytrex DJ)                     |                   |
| 2015 | Explosion                                        |                   |
| 2015 | Hardstyle MC (feat. Danielle Mondello)           |                   |
| 2015 | Hardstyle & Acid Rekick (feat. Audionator)       |                   |
| 2015 | Brainshooter 3000                                |                   |
| 2015 | Turn Up The Bass (EDM/Bigroom)                   |                   |
| 2015 | Superchords                                      |                   |
| 2015 | U Got 2 Let The Bass Kick                        |                   |
| 2015 | Holding Out For A Hero 2K15 (feat. Bonnie Tyler) |                   |
| 2015 | Can You Hear Me?                                 |                   |
| 2015 | Twisted (feat. Van Snyder) (EDM/Bigroom)         |                   |
| 2015 | Just Boof It                                     |                   |
| 2015 | Dirty Drop (EDM/Bigroom)                         |                   |
| 2017 | Your Time (EDM/Bigroom)                          |                   |
| 2018 | Tanzen                                           |                   |
| 2019 | To The Sky (Hardstyle)                           |                   |
| 2019 | On Max (Hardstyle)                               |                   |
| 2019 | Insango (Hardstyle)                              |                   |
| 2019 | Coming To The Spot (Hardstyle)                   |                   |
| 2020 | Acid Over Sydney 2020 (Hardstyle)                |                   |
| 2020 | The Door (Hardstyle)                             |                   |
| 2021 | Survive (Hardstyle)                              |                   |
| 2021 | Hardstyle Majestro (Hardstyle)                   |                   |
| 2021 | Energy (Hardstyle)                               |                   |
| 2021 | The Show We Run (Hardstyle)                      |                   |
| 2021 | Bass Heads (Hardstyle)                           |                   |
| 2022 | Can't Let You Go (Hardstyle)                     |                   |
| 2022 | Acid Over Melbourne (Hardstyle)                  |                   |
| 2022 | Acid Over London (Hardstyle)                     |                   |
| 2022 | Acid Over Ukraine 22 (Hardstyle)                 |                   |
| 2022 | Acid Over Berlin (Hardstyle)                     |                   |
| 2022 | My Shot (Hardstyle)                              |                   |

### Kompilationen
| Jahr | Titel                                          | EMI               |
| ---- | ---------------------------------------------- | ----------------- |
| 2003 | Blutonium pres. Hardstyle Vol. 1 bis 2         |                   |
| 2004 | Blutonium pres. Hardstyle Vol. 3 bis 4         |                   |
| 2005 | Blutonium pres. Hardstyle Vol. 5 bis 7         |                   |
| 2006 | Blutonium pres. Hardstyle Vol. 8 bis 10        |                   |
| 2007 | Blutonium pres. Hardstyle Vol. 11 bis 13       |                   |
| 2008 | Blutonium pres. Hardstyle Vol. 14 bis 15       |                   |
| 2009 | Blutonium pres. Hardstyle Vol. 16 bis 18       |                   |
| 2010 | Blutonium & DMW pres. Hardstyle Vol. 19 bis 21 |                   |
| 2011 | Blutonium & DMW pres. Hardstyle Vol. 22 bis 24 |                   |
| 2012 | Blutonium & DMW pres. Hardstyle Vol. 25        |                   |
| 2012 | Blutonium & DMW pres. 10 Years Hardstyle       |                   |
| Jahr | Titel                                          | Blutonium Records |
| 2014 | Blutonium pres. Hardstyle Vol. 26              |                   |
| 2015 | Blutonium pres. Hardstyle Vol. 27              |                   |
| 2016 | Blutonium pres. Hardstyle Vol. 28              |                   |
| 2020 | Blutonium pres. Hardstyle Vol. 29              |                   |

### Blutonium Boy Remixes
| Jahr | Titel                                                               | # Random Labels # |
| ---- | ------------------------------------------------------------------- | ----------------- |
| 2009 | Yoji Biomehanica – Monochroma (Blutonium Boy Remix)                 |                   |
| 2009 | Mo-Do – Eins, zwei, Polizei (Blutonium Boy Remix)                   |                   |
| 2010 | Raveboy – Dancing Through The Night (Blutonium Boy Remix)           |                   |
| 2012 | Audionator – The Devil Inside (Blutonium Boy Remix)                 |                   |
| 2015 | Headhunterz and Crystal Lake – Live Your Life (Blutonium Boy Remix) |                   |